# 機能性飲料

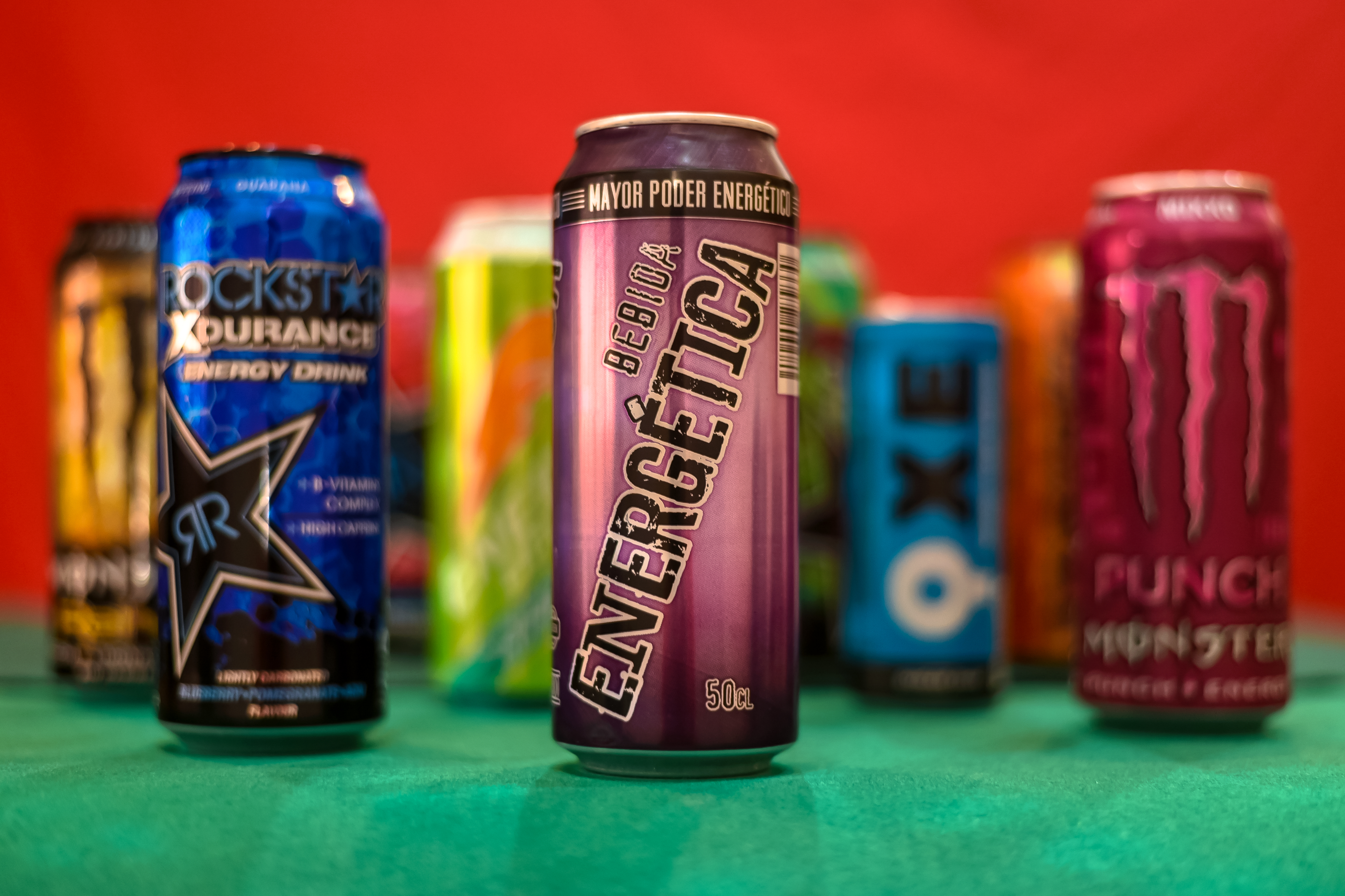
功能性饮料

機能性饮料，又称功能饮料，是含有非酒精类成分并具有一些特殊配方，其中或許包括咖啡因、草本成分、维他命、矿物质、氨基酸或者额外的果蔬汁液。其作用为让人体在短时间内拥有更强的力量和肌肉强度，类似轻劑量兴奋剂，因此不建議患有心血管疾病的人士飲用。

## 类型
机能性饮料类型一般有运动和性能饮料、能量饮料、即饮茶（RTD）、增强水果饮料、大豆饮料和增强水。

## 外部鏈接
维基共享资源上的相關多媒體資源：機能性飲料